# Juglans venezuelensis
El nogal de Caracas (Juglans venezuelensis) es una especie de fanerógama en la familia Juglandaceae. Es endémica de Venezuela, y se consideraba extinta hasta el reciente descubrimiento de poblaciones remanentes en el Parque nacional El Ávila. Actualmente es objeto de programas de conservación.

## Distribución
Especie endémica del Cerro El Ávila en la Cordillera de la Costa de Venezuela. Actualmente se conocen dos poblaciones silvestres de menos de 100 individuos en el sector las Canoas y el sector Hoyo de la Cumbre del Parque nacional El Ávila. Desde el 2004 se han realizado jornadas de trasplante de individuos jóvenes germinados en viveros para repoblar los sectores del Camino de los Españoles, El Vigía y Guayabitos dentro del Parque nacional, y en regiones aledañas como Altos de Pipe
.

## Crecimiento y cultivo
Es un árbol de hasta 30 m de altura y 80 cm de diámetro del tronco a nivel del suelo, y su corteza es marrón oscuro con fisuras. Las hojas son compuestas alternadas y con borde aserrado, presentan 8 foliolos a cada lado de la nervadura principal y un foliolo apical.
Las semillas germinan a los 3 meses de sembradas y presentan un porcentaje de germinación de 25%. Una vez establecida la plántula, el crecimiento es rápido y vigoroso.

## Fenología
Esta especie es caducifolia, con un periodo de caída de las hojas entre noviembre y diciembre, y un periodo de rebrote de hojas entre enero y febrero. A finales de febrero empiezan la floración. 
La especie es monoica, las flores masculinas forman amentos colgantes y las femeninas forman espigas erectas, ambas son pequeñas y de color verdoso.
Los frutos son drupas con un epicarpio de color amarillo y con abundante pubescencia. El fruto es de aproximadamente 3 centímetros diámetro y la nuez de 1,5 centímetros, pesando esta en promedio 150 gramos.

## Taxonomía
Juglans venezuelensis fue descrita por Wayne Eyer Manning y publicado en Brittonia 12: 8. 1960.
Etimología
Juglans; nombre genérico que procede del término latíno Juglans que deriva de Jovis glans, "bellotas de Júpiter": figuradamente, una nuez apropiada para un dios.
venezuelensis: epíteto geográfico que alude a su localización en Venezuela.